# 北团镇
北团镇，是中华人民共和国福建省龙岩市连城县下辖的一个乡镇级行政单位。

## 行政区划
北团镇下辖以下地区：
柯坊村、许坊村、罗王村、江园村、下江村、老营村、文峰村、孙台村、上江村、山下村、溪尾村、山龙村、富坪村、石丰村、张地井村、大张村、到湖村、蕉坑村和车上村。